# Lejeunea inflexiloba
Lejeunea inflexiloba là một loài Rêu trong họ Lejeuneaceae. Loài này được J.B. Jack & Stephani mô tả khoa học đầu tiên năm 1892.